# Calothamnus quadrifidus
Espèce
Classification phylogénétique
Calothamnus quadrifidus est une espèce de plantes à fleurs de la famille des Myrtaceae endémique du sud-ouest de l'Australie-Occidentale. Elle a la particularité de disposer les étamines de son inflorescence sur un seul côté de la tige.
C'est généralement un buisson d'environ 2,5 mètres de hauteur et de diamètre qui fleurit du milieu de l'hiver au début de l'été. Les fleurs sont rouges, blanches ou jaunes et la couleur rouge est la plus fréquemment observée en culture.
L'espèce a été nommée par le botaniste Robert Brown qui en a recueilli un échantillon à Lucky Bay, près de Esperance.